# SimCity 4: Rush Hour
SimCity 4: Rush Hour (с англ. — «СимСити 4: Час пик») — дополнение к компьютерной игре SimCity 4, выпущенное осенью 2003 года в жанре градостроительный симулятор. Игра разработана студией Maxis и издана компанией Electronic Arts на PC. В России игра издавалась компанией СофтКлаб. Дополнение ориентировано на строительство дорог, развитие транспортной системы и её контроль.

## Разработка игры
Оригинальный SimCity 4 вышел в январе 2003 года. 8 мая 2003 года компания Electronic Arts анонсировала дополнение. 30 июля был выпущен первый трейлер к игре. На создание игры у Maxis ушло около полугода.

## Игровой процесс
Как и в оригинальной SimCity 4, целью игрока является постепенное строительство и развитие города. Транспортная сеть — основной фокус дополнения. В отличие от оригинальной игры, в дополнении появилось больше видов транспорта и дорог.
Теперь игрок может возводить железную дорогу вместе с вокзалом, монорельс, аэропорт, морские порты, станции метро, а также автобусные остановки, полицейские участки с вертолетами и самолетную пожарную станцию. Расширился ассортимент дорожных покрытий, добавлены авеню, хайвэй, улицы с односторонним движением, новые типы пересечений и развязок.
Появилась возможность не только отслеживать плотность дорожного трафика, но и анализировать загрузку тех или иных маршрутов — информационный режим, демонстрирующий пути передвижения городского транспорта между различными точками. При выделении любого строения или участка трассы игра наглядно показывает все связанные с ними маршруты, что позволяет понять, куда именно едут жители тех или иных районов.
Добавлена возможность управлять различными транспортными средствами. Управлять транспортом можно либо в свободном режиме, либо выполняя «миссии», которые приносят деньги, открывают бонусные постройки или повышают рейтинг.
Влиять на городскую архитектуру отныне разрешено посредством выбора архитектурных стилей возводимых построек. Добавлены варианты «Чикаго конца XIX века», «Нью-Йорк середины XX века», «Хьюстон конца XX века» и «Современная Европа».
Появилась возможность давать имена улицам, кварталам и транспортным сетям.

## Оценки и мнения
| Сводный рейтинг       | Сводный рейтинг       |
| Агрегатор             | Оценка                |
| --------------------- | --------------------- |
| GameRankings          | 76,63 %               |
| Metacritic            | 79 / 100 (17 обзоров) |
| MobyRank              | 78 / 100              |
| Иноязычные издания    |                       |
| Издание               | Оценка                |
| 1UP.com               | B+                    |
| AllGame               | [ 10 ]                |
| Eurogamer             | 7 / 10                |
| GameSpot              | 8,3/10                |
| IGN                   | 8/10                  |
| Русскоязычные издания |                       |
| Издание               | Оценка                |
| Absolute Games        | 69 %                  |
| «Игромания»           | 7,5 / 10              |

В целом дополнение получило положительные отзывы. Среди недостатков критики отмечали плохую оптимизацию, баги, неудобное управление транспортом и скромное количество нововведений.
Скажу честно: лично я ждал от Rush Hour ядреной смеси оригинального SimCity 4 и транспортной стратегии типа Traffic Giant или Transport Tycoon. Увы, в реальности все оказалось намного прозаичнее: вместо надоевшего кефира нам дали живой йогурт. Не бог весть какая замена, но натощак — можно и попробовать.Игромания
Что ни говори, а даже при всех издевательствах авторов над геймплеем и игроками никакой альтернативы SimCity 4 нет. Хочется пожелать авторам тщательнее отбирать получаемые от поклонников советы и не перегибать палку. В конце концов, это лучший симулятор современного города, и его нужно совершенствовать, не отвлекаясь на внедрение элементов других жанров. Критиковать достаточно скромное содержимое Rush Hour по указанным ранее причинам я не буду — люди зарабатывают деньги, ничего не поделаешь. Вряд ли Maxis задумывалась над тем, что простой патч иногда может содержать больше нововведений, чем целый аддон.

P.S. Указанного в жанровом списке «симулятора бога» здесь кот наплакал, но он все же есть.AG.RU
If you have a copy of SimCity 4 lying around, Rush Hour is the perfect reason to dust it off. It's easy enough to rework old cities with the new traffic tools and aircraft-equipped deluxe fire, police, and medical buildings, plus you can get a new ground-level perspective.GameSpot